# 896 Sphinx
A 896 Sphinx (ideiglenes jelöléssel 1918 DV) a Naprendszer kisbolygóövében található aszteroida. Max Wolf fedezte fel 1918. augusztus 1-én, Heidelbergben.